# Roeperocharis wentzeliana
Roeperocharis wentzeliana är en orkidéart som beskrevs av Friedrich Fritz Wilhelm Ludwig Kraenzlin. Roeperocharis wentzeliana ingår i släktet Roeperocharis och familjen orkidéer. Inga underarter finns listade i Catalogue of Life.